# Freno pneumatico
Si definisce freno pneumatico un dispositivo frenante per veicoli stradali, rotabili ferroviari o altri mezzi in movimento che utilizza l'aria compressa per comandare e azionare i dispositivi di smaltimento dell'energia cinetica accumulata durante il movimento provocandone il rallentamento o l'arresto. 
Di massima tale tipo di freno viene impiegato per la costruzione dei sistemi frenanti di autocarri, autobus e di mezzi di trasporto ferroviari.

## Componenti
Un freno pneumatico essenzialmente è costituito da:
- Un compressore per la produzione dell'aria compressa.
- Uno o più serbatoi di accumulo dell'aria in pressione prodotta dal compressore.
- Un dispositivo a pedale o a rubinetto di comando per il comando di frenatura.
- Dispositivi per l'attuazione del comando di frenatura (serbatoio ausiliario, di comando, cilindri del freno, leveraggi, pinze o ceppi frenanti).
- Condotte (almeno due) dell'aria in pressione (dette condotta principale e condotta generale per i veicoli ferroviari e condotta moderabile e condotta automatica per i veicoli stradali) per l'accoppiamento di altri veicoli (di massima, una per il trasporto dell'aria compressa e l'altra per la frenatura).
- Servoautodistributore (usato principalmente per rimorchi pesanti).
- Servodistributore a triplo comando per la frenatura di complessi di veicoli con motrice superiore a 3,5 tonnellate e rimorchio pesante.
- Completa il tutto l'insieme costituito da regolatore di pressione, valvole di ritenuta, dispositivi di richiamo.

## Tipologie di freno pneumatico
- Freno pneumatico per rotabili stradali
- Freno continuo automatico per rotabili ferroviari.

## Principio di funzionamento
La decelerazione di un veicolo durante una frenatura pneumatica è determinata dalla pressione che dei "ceppi", delle "ganasce" o delle "pastiglie freno" esercitano rispettivamente sui cerchioni delle ruote delle sale montate dei veicoli ferroviari, sulle superfici interne dei tamburi applicati alle ruote o sui dischi del freno solidali alle ruote.
Il serraggio dei ceppi o delle pastiglie viene ottenuto mediante dispositivi detti "cilindri del freno" che spinti dall'aria in essi immessa azionano un leveraggio o direttamente un'asta che preme fortemente contro di essi. L'aria in pressione che entra nei cilindri freno va a compensare la forza esercitata da una molla di richiamo e, a seconda del tipo di funzionamento, farà muovere i bracci delle pinze e provocare l'attrito o meno del dispositivo frenante (dischi o ganasce).
Il comando avviene o per mezzo di un pedale, nei rotabili stradali, o per mezzo di un dispositivo più o meno complesso (detto rubinetto del freno) che non è altro che un regolatore il cui scopo è quello di creare, per mezzo di un foro calibrato, una depressione nella condotta generale che attraverso un distributore del freno fa agire i cilindri freno di ogni rodiggio. Con una depressione "ordinaria" in condotta generale pari 0,8 bar corrisponde una pressione dei cilindri freno di 1,2 bar.
Per ragioni di sicurezza si fa in modo che, a riposo (a pressione atmosferica), il veicolo stradale abbia la molla di richiamo montata in modo da provocare la frenatura; in tal caso si parla di freno passivo (utilizzato normalmente negli autocarri).
Nei treni o nei rotabili ferroviari in genere l'assenza di aria in pressione nei cilindri del freno provoca la sfrenatura ma le apparecchiature sono congegnate in modo che nell'esercizio corrente l'emissione di aria dalla condotta del freno, accidentale o comandata provochi l'arresto del treno.

### Freno continuo automatico ferroviario

Schema semplificato di treno con freno pneumatico

Il sistema maggiormente diffuso al mondo è quello brevettato da George Westinghouse che da lui prese il nome molto diffuso di freno continuo automatico Westinghouse. La maggior parte dei sistemi frenanti a livello mondiale utilizza tale sistema o delle sue varianti.
I veicoli sono tutti collegati pneumaticamente tra loro mediante una "condotta del freno" che viene tenuta carica a 5 bar, valore che porta alla sfrenatura tutti i veicoli. La caduta di pressione, regolata dal "rubinetto di comando" posto in cabina di guida e determinata dal macchinista, propagandosi lungo tutto il treno per mezzo della "condotta " raggiunge ogni apparecchiatura frenante (delle carrozze o dei carri) dove è presente un "distributore" (valvola con funzioni di conversione di pressione) sussidiata da un serbatoio di comando (a pressione di riferimento per il livello di sfrenatura) e da uno ausiliario (come fornitore di aria compressa) provocando l'immissione dell'aria nei cilindri a freno e la frenatura conseguente. La successiva ricarica a 5 bar della condotta determina nuovamente la sfrenatura del treno.
Per controparte esiste anche un sistema pneumatico a vuoto, il freno continuo automatico Hardy dove il funzionamento è esattamente opposto al freno Westinghouse: la frenatura avviene immettendo aria nella condotta.